# Harry Biss

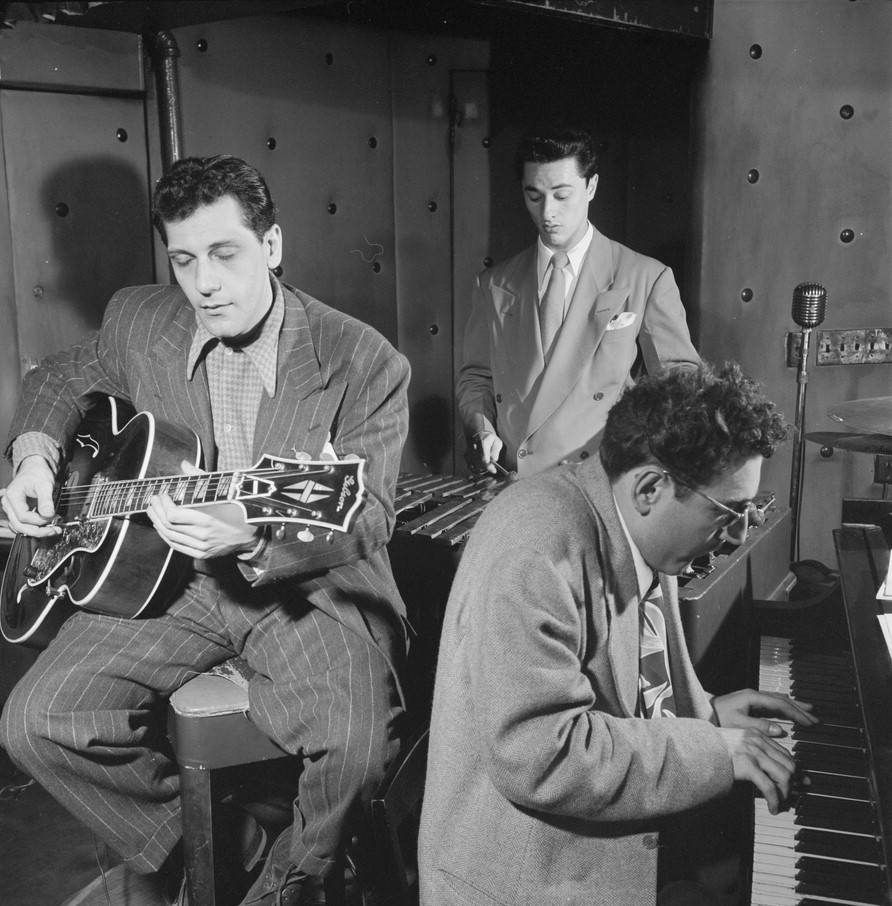
Bill De Arango, Terry Gibbs und Harry Biss, Three Deuces, New York, ca. Juni 1947 (Foto: William P. Gottlieb).

Harry Biss (* 9. August 1919 in New York City; † 17. Mai 1997 in Long Beach) war ein US-amerikanischer Jazzpianist.
Biss spielte Mitte der 1940er-Jahre im Orchester von Georgie Auld, ferner mit Herbie Fields, Buddy Rich und Brew Moore. Anfang der 1950er-Jahre arbeitete er noch mit Gene Roland, Zoot Sims, Terry Gibbs, Allen Eager und Eddie Bert, bevor er aus der Jazzszene verschwand. Im Bereich des Jazz war er zwischen 1944 und 1952 an 18 Aufnahmesessions beteiligt.